# Армія «Варшава»

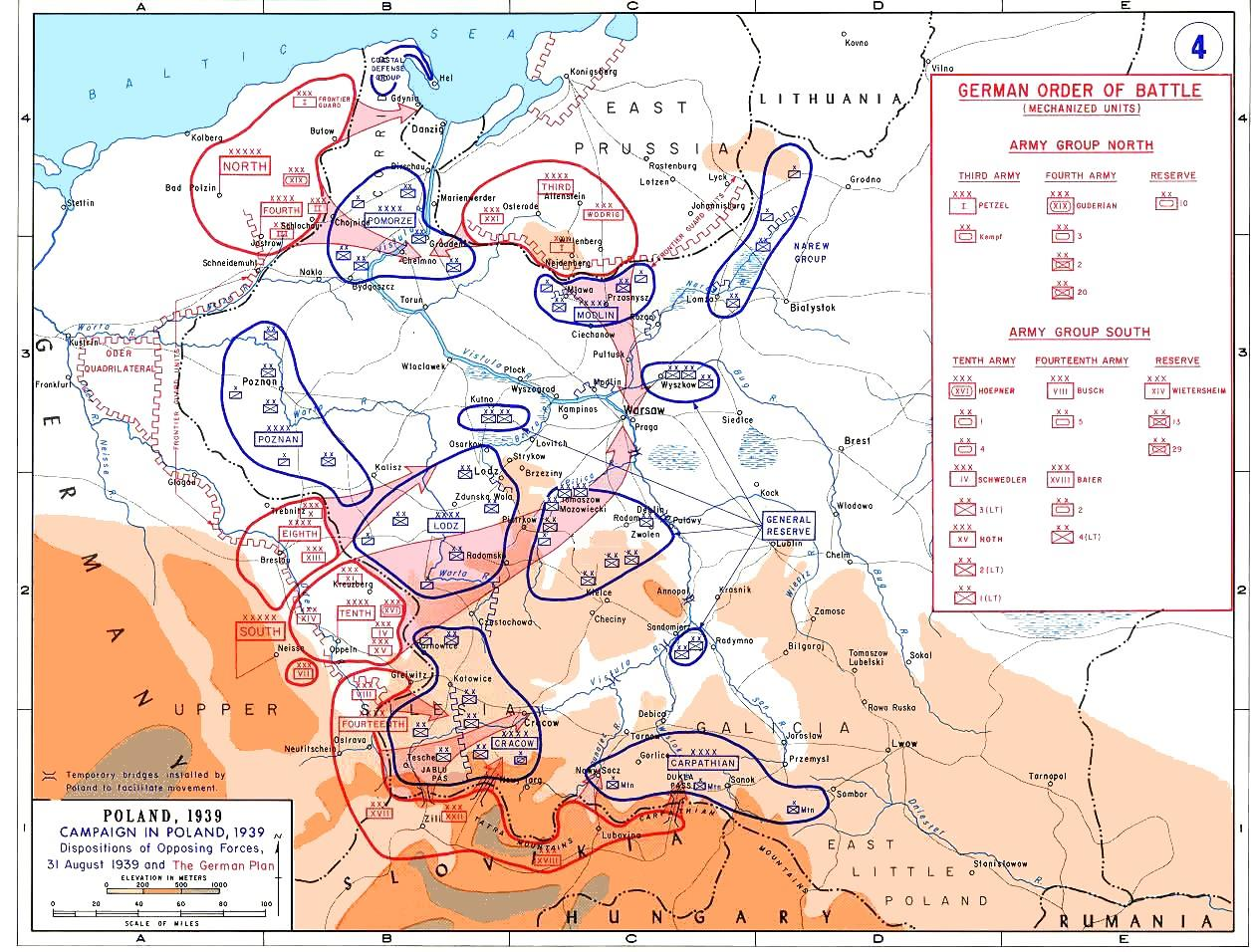
Розстановка польських та німецьких сил на момент початку Другої світової війни

Армія «Варшава» (пол. Armia Warszawa) — армія Польщі, яка воювала проти німецьких військ під час Польської кампанії вермахту в 1939 році. Обороняла столицю Польщі — Варшаву.
Армія була створена 8 вересня 1939 року, через 8 днів після початку кампанії. Армією командував Юліуш Руммель, начальником штабу був Олександр Прагловський.
Починаючи з 8 вересня до 28 вересня брала участь в обороні Варшави.